# 露天掘り

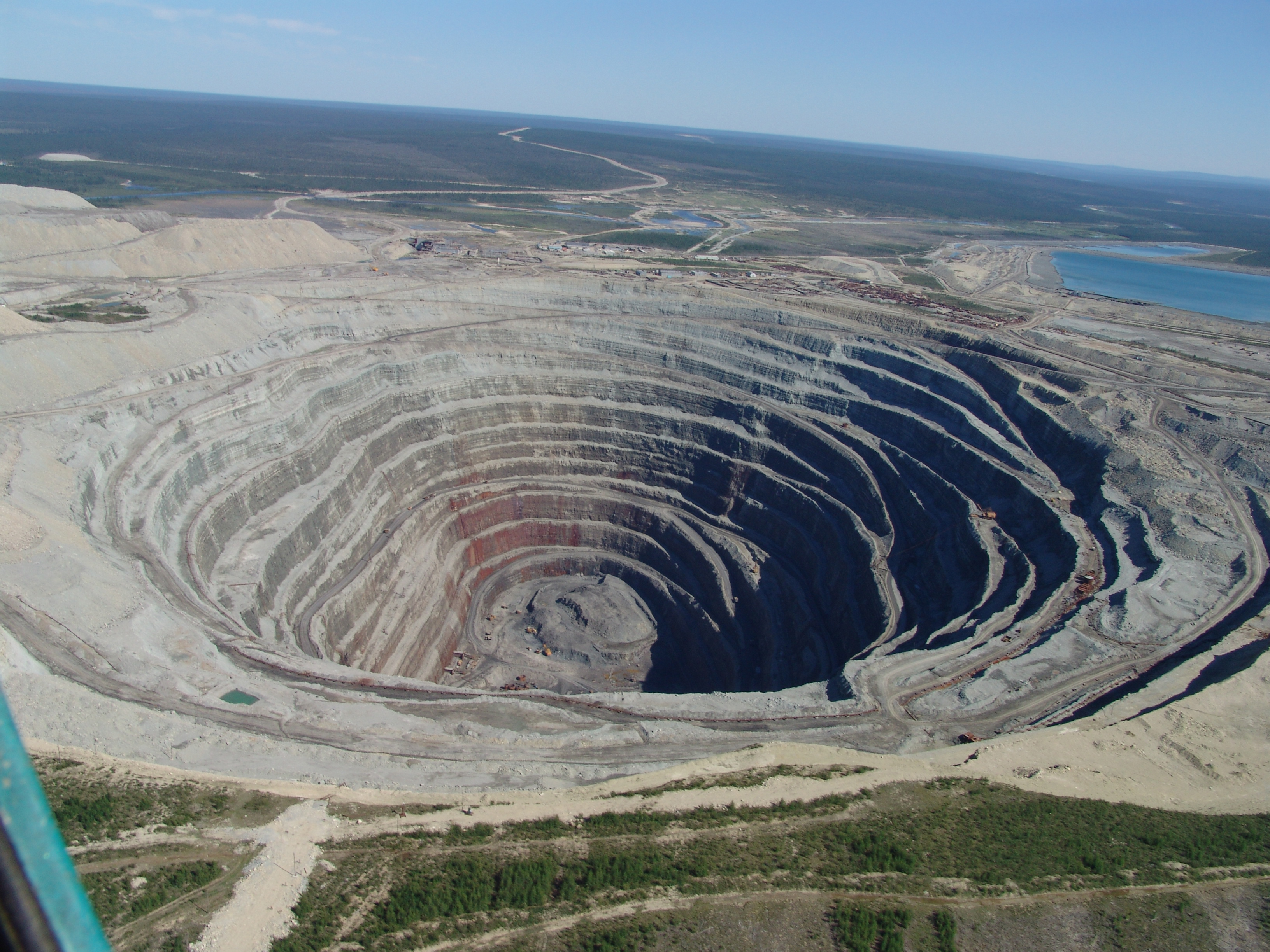
サハのウダーチヌイにあるダイヤモンド鉱山、ウダーチナヤ・パイプ

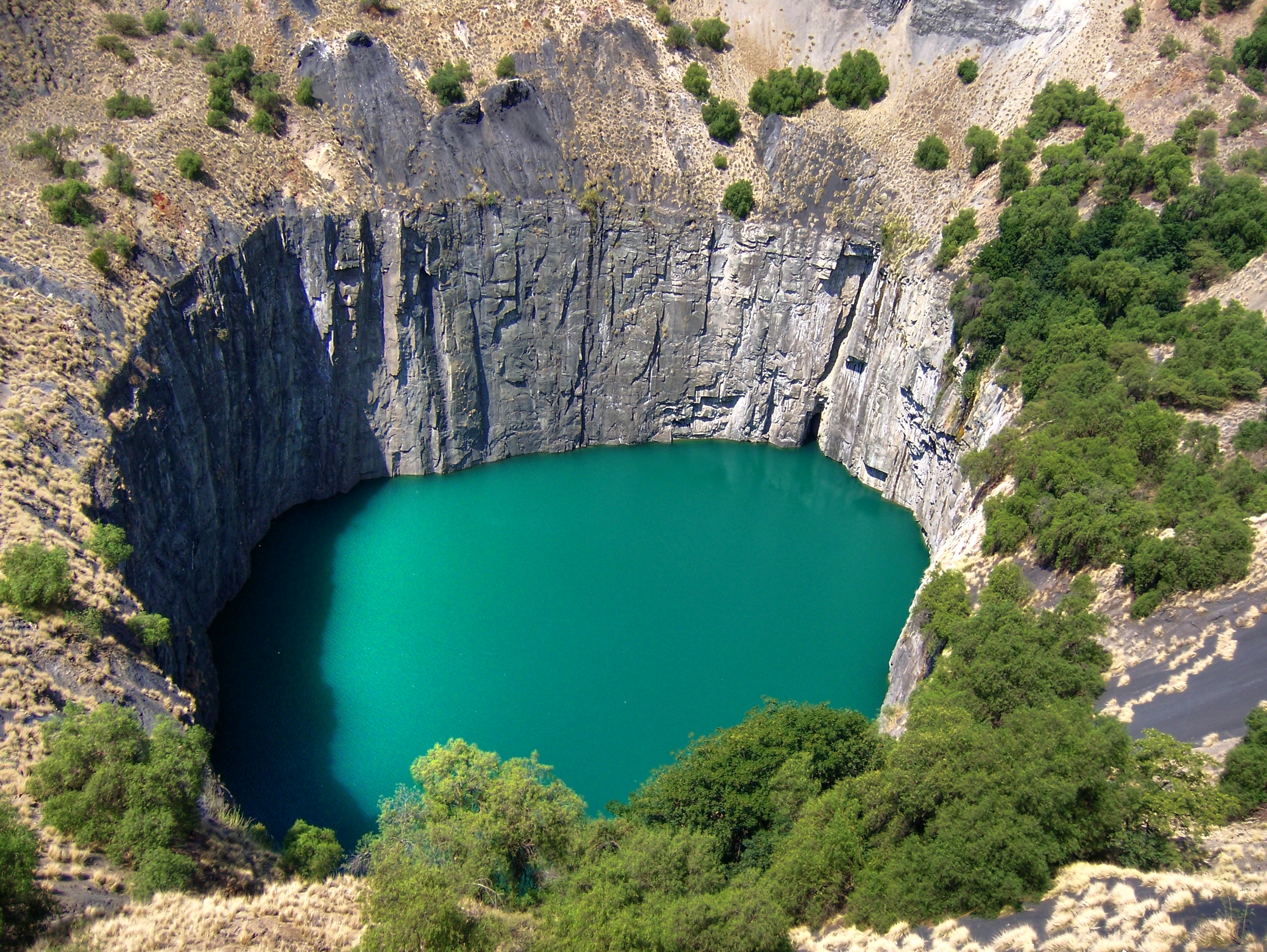
南アフリカ共和国のキンバリーにあるダイヤモンド鉱山「ビッグホール」

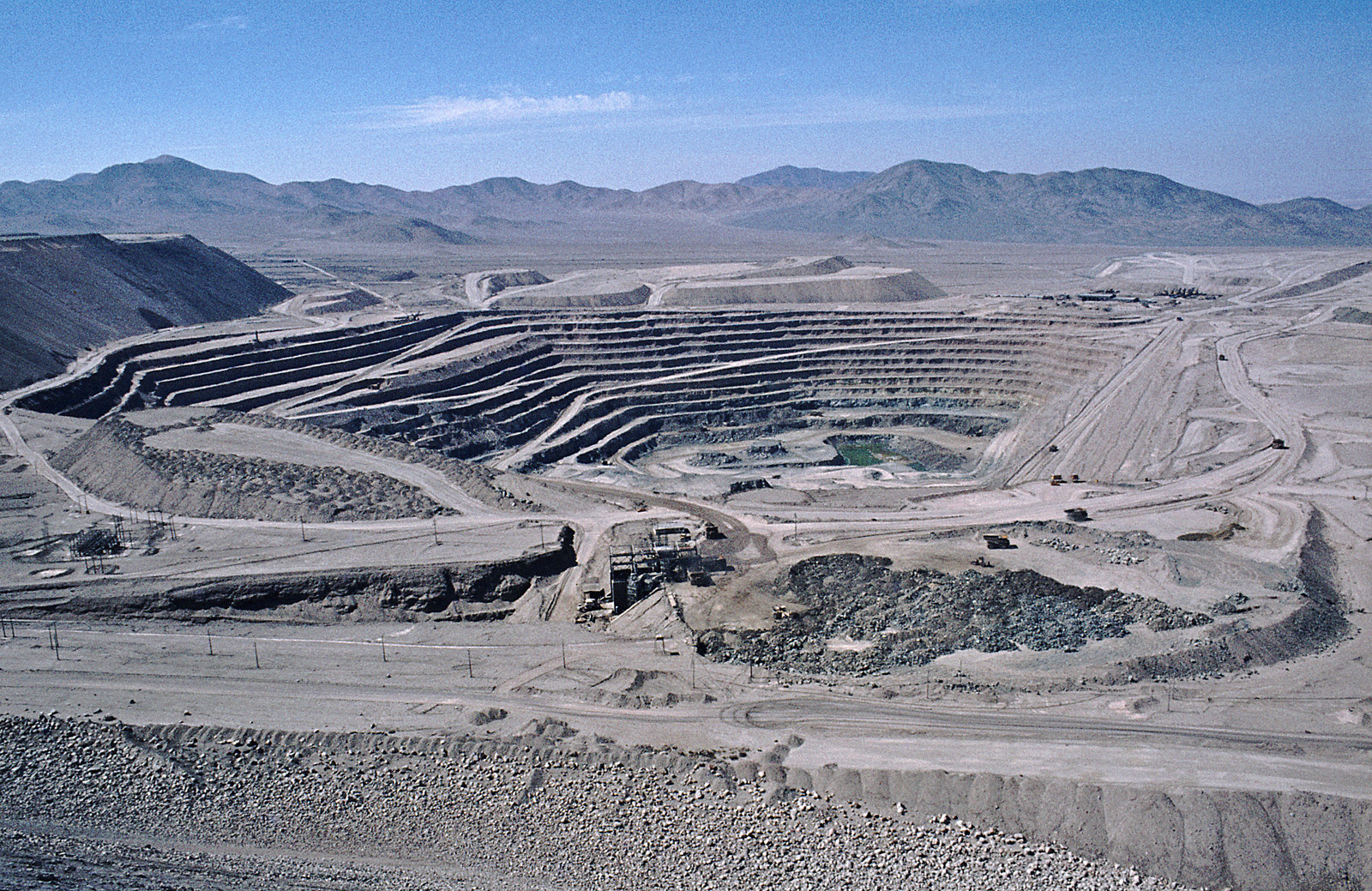
チリのチュキカマタ銅山

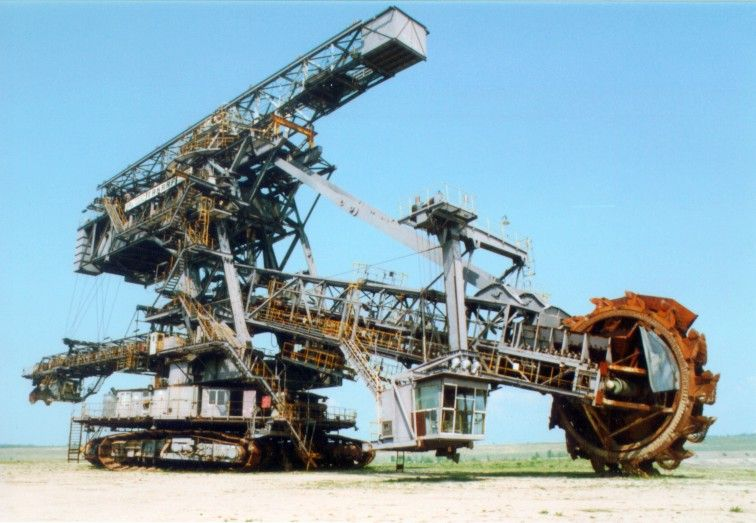
露天掘り用の重機、バケットホイールエクスカベーター。世界でも最大級の自走機械

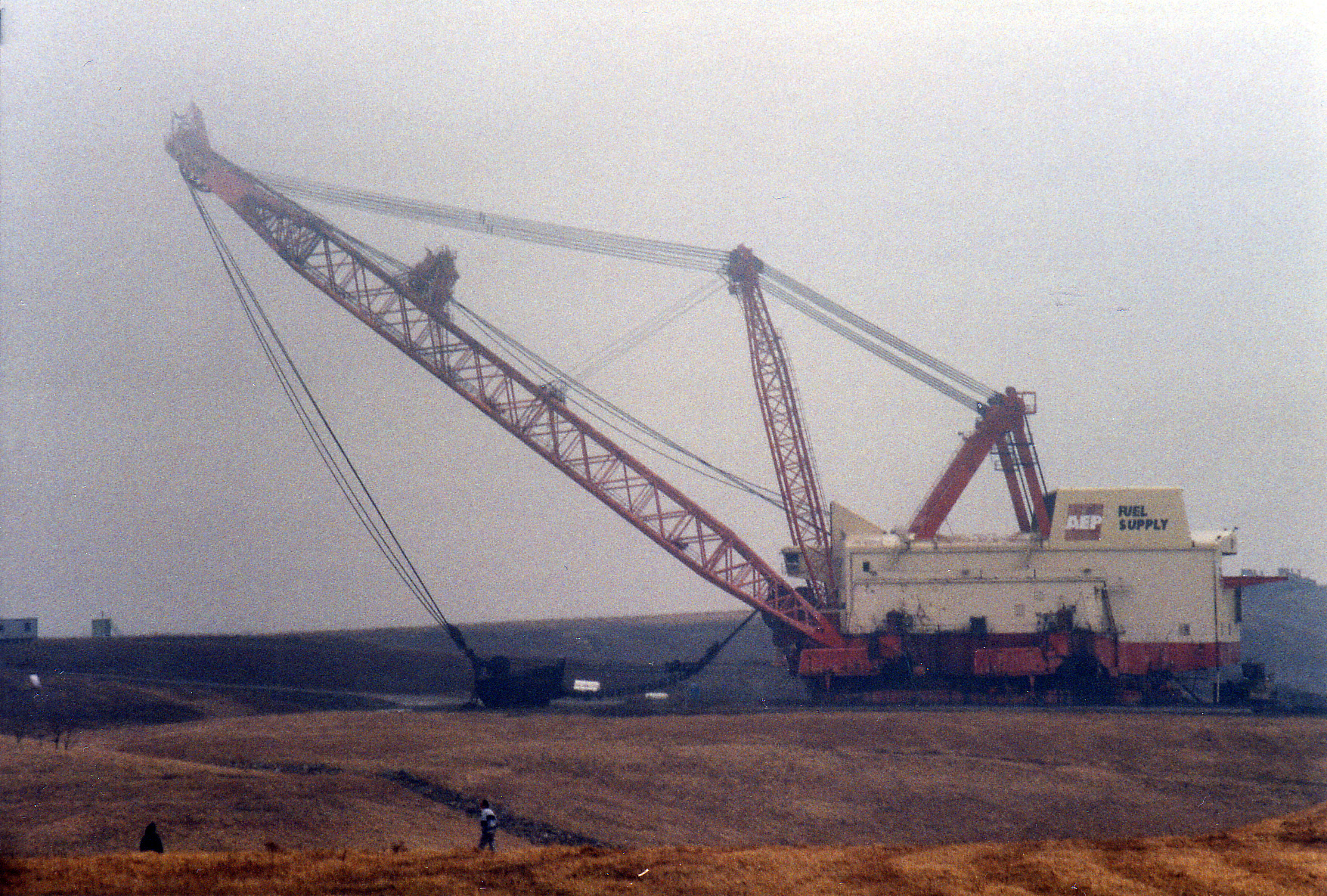
バケットホイールエクスカベーターと並んで人類史上最大級の自走機械であるドラッグライン。超大型のものは足のような機構を持ち歩くように移動する。写真は史上最大のドラッグラインであるビュサイラス・エリー4250-W通称ビッグ・マスキー

ロープショベルもバケットホイールエクスカベーターやドラッグラインと並んで史上最大級の自走機械である。写真はアメリカ合衆国カンザス州の博物館にて史跡として保存されているビッグ・ブルータスことビュサイラス・エリー1850-B。

露天掘り（ろてんぼり）とは、鉱石を採掘する手法の一つ。坑道を掘らずに地表から渦を巻くように地下めがけて掘っていく手法。極めて原始的な採掘手法で、地元の人がダイヤモンドやエメラルドなど宝石類の採掘に用いる程度であったが、第二次世界大戦後、大型機械（重機）の出現でオーストラリアの鉄鉱石など大規模な開発が可能となった。
また、火山の噴気孔における昇華硫黄採取、火口湖での沈殿硫黄採取、海浜や河川での砂鉱採取も広い意味での露天掘りに含まれる。

## 採掘法
主要な採掘法としては、階段式、グローリーホール式が挙げられる。階段式は最も広く用いられる方式であり、文字通りに階段状に採掘していく方法であり、重機の活用も容易である事から重金属から非金属鉱石に至るまで数多く利用されている。その一方で、鉱床が地表に近く、また大量に埋蔵されている事が望ましく、日本においては石灰石や陶石、珪石などの非金属鉱床に限られている。
グローリーホール式は、山腹に横坑を掘り、鉱床の真下から縦坑を貫通させ、周囲の鉱床を漏斗状に掘り進める採掘法である。採掘された鉱石は、縦坑から横坑にある集積施設に落下させ、トロッコやトラックで横坑から積み出す。平地の少ない山岳地では有利な採掘法とされ、日本の石灰石鉱山（例：デンカの黒姫山）では、この方式が取られる事も多かった。
一方、使用する重機で区別することもある。Strip Mining(en)はドラッグライン（固定したクレーン）を使う方法であり、Open Pit Mining(en)はシャベルカーとダンプカーを使う方法である。Strip Miningは効率がいいが、設備投資がかかり、広い設置場所が必要である。Open Pit Miningはシャベルカーを使うため、斜面の多い場所では便利である。

## 露天掘りの問題点
この手法に関しては、大規模な露天掘りに伴う植生喪失が環境問題になるという指摘が存在する。
これに関しては記事 環境問題#開発問題・自然保護・生態系問題などの項目を参照のこと。
鉱山を所有する会社の方針によっては採掘が終わった鉱山を埋め戻して植樹する等の活動が行われている。

## 日本における露天掘り
日本における露天掘りは、その大半が非金属鉱山で行われていて、金属鉱山では、金山と、小坂鉱山や花岡鉱山、初期のイトムカ鉱山などに見られた。これは大規模かつ地表に近い鉱床でなければ採算が取れないためで、初期に小規模な露天掘りが行われても、結局は坑道掘りに移行する事がほとんどであった。
一方、金山および非金属鉱山では古くから露天掘りが行われていた。非金属鉱床は、比較的地表に近いこと、鉱床の規模が大きく、その需要も大量であることから廉価で大量に産出が可能な露天掘りが行われるようになった。石灰石や陶石はすでに江戸時代から採掘されていた。
また、金は、最初期には川底をさらって砂金の状態で採掘されていたが、戦国時代になると、かつて川底であった場所に蓄積されている風化鉱石（柴金）や、地表近くの酸化した鉱脈を採掘するようになった。この段階が金採掘における露天掘りである。この場合は、鉱脈に沿って掘られるため、深い地割れのような堀状の竪穴になる事が多い。
大正時代、石川県能登島において燐鉱床が開発されたが、この鉱床は同島沿岸の海底に存在していた。このため、鉱床を取り囲むように堰堤を築き、堰堤内の海水をポンプで干拓した上で海底の燐鉱石が採掘された。採掘そのものは短期間で終了したものの、残存した堰堤は一部が撤去されて採掘跡に再び海水が注ぎ込まれ、堰堤を防波堤として露天掘り跡地は半の浦漁港に転用された。
坑道を掘るための安全対策に多額な費用を要するようになったこと、重機の性能が向上したことなどにより、北海道などで小規模ながら石炭の露天掘りが見られるようになった。
埼玉県の武甲山、岐阜県大垣市にある金生山、滋賀県の伊吹山が石灰岩の露天掘りで有名である。
鹿児島県においては、赤石鉱山、春日鉱山、岩戸鉱山において、含金珪酸鉱（銅製錬用の融剤として出荷し、副産物として金を生産する）の露天掘りが行われている。
かつては福岡県の筑豊炭田にあった貝島炭鉱が1976年閉山まで、全体規模で80ヘクタールに及ぶ比較的大規模な露天掘りによる石炭採掘を行っていた。